# مهران روحانی
مهران روحانی (زاده ۱۳۲۳ - تهران) چهره‌پرداز اهل ایران است. وی فعالیت هنری خود را از سال ۱۳۵۱ در تلویزیون آغاز کرده است. او ‌چهره پرداز ثابت برنامه رنگارنگ بود.

## فیلم‌شناسی

### طراح چهره‌پردازی
- طبل بزرگ زیر پای چپ (۱۳۸۳)
- بله‌برون (۱۳۸۲)
- هم‌نفس (۱۳۸۲)
- عینک دودی (۱۳۷۸)
- سرزمین خورشید (۱۳۷۵)
- بانی چاو (۱۳۷۴)
- بلندی‌های صفر (۱۳۷۲)
- امید (۱۳۷۰)
- اوینار (۱۳۷۰)
- خواستگاری (۱۳۶۸)
- تپش (۱۳۶۷)
- بهار در پاییز (۱۳۶۶)
- سازمان ۴ (۱۳۶۶)
- شکار (۱۳۶۶)
- مسافران مهتاب (۱۳۶۶)
- اجاره نشین‌ها (۱۳۶۵)
- قدغن (۱۳۵۷)
- سریال مرد نقره ای
- سریال هشت بهشت
- سریال لابی رنت (۱۳۵۱)
- سریال شهر من شیراز (۱۳۵۲)

### چهره‌پرداز
- محفل ایکس (۱۳۸۳)
- عیاران و طراران (۱۳۶۴)

## جشنواره‌ها
- برنده سیمرغ بلورین بهترین چهره‌پردازی برای فیلم بلندی‌های صفر در دوازدهمین دوره جشنواره فیلم فجر (۱۳۷۲)
- کاندید سیمرغ بلورین بهترین چهره‌پردازی برای فیلم سرزمین خورشید در پانزدهمین دوره جشنواره فیلم فجر (۱۳۷۵)